# ブドウイロボウシインコ
ブドウイロボウシインコ（葡萄色帽子鸚哥、Amazona vinacea）は、オウム目インコ科に分類される鳥類。

## 分布
アルゼンチン（ミシオネス州）、パラグアイ東部、ブラジル（サンタカタリーナ州、サンパウロ州、パラナ州、ミナスジェライス州、リオグランデ・ド・スル州）

## 形態
全長30cm。尾羽は短い。全身は緑色の羽毛で被われる。嘴基部から眼先にかけて帯状に赤い羽毛で被われる。頸部は淡青色、胸部は赤紫色の羽毛で被われる。尾羽の先端は黄色。人間でいう手首（翼角）を被う翼の色彩は赤や黄色。初列風切の色彩は淡青色、外側次列風切の色彩は赤い。
虹彩はオレンジ色や赤褐色。嘴の色彩は赤い。後肢の色彩は灰色。

## 生態
主にパラナマツとマキ科からなる常緑樹林に生息するが、二次林や松林、果樹園などにも生息する。
食性は植物食で、果実、種子、花、タケの茎や葉などを食べる。
繁殖形態は卵生。集団繁殖地（コロニー）を形成すると考えられている。パラナマツの樹洞に、アルゼンチンやパラグアイでは9-翌1月に2-4個の卵を産む。抱卵期間は25-26日。育雛期間は34日。
2015年5月、ブラジルの環境保全団体のボチカリオ財団（Fundacion Grupo Boticario）の推定では、10年前には約1万羽存在していたが現在、3000羽程度にまで激減との報道があった。

## 人間との関係
開発による生息地の破壊、狩猟やペット用の乱獲などにより生息数は激減している。

## 画像

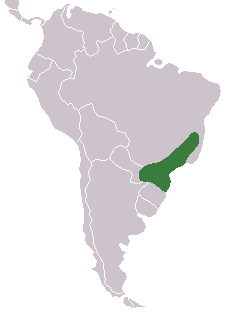
分布